# Halomonadaceae
Famille
Halomonadaceae forme une famille de protéobactéries composée des genres suivants :
- Carnimonas
- Chromohalobacter
- Cobetia
- Deleya
- Halomonas
- Portiera
- Volcaniella
- Zymobacter

## GFAJ-1
L'hypothèse que les bactéries nommées GFAJ-1, de la famille des Halomonadaceae et du genre Halomonas, isolés dans le lac Monoisolées dans les sédiments du lac Mono incorporent l'arsenic à la place du phosphore dans leur ADN, protéines et lipides, qui avait conduit la NASA à spéculer sur l'origine de la vie et l'existence d'une vie extraterrestre, a été réfutée et l'article correspondant rétracté.

## Liste des genres
Selon NCBI (9 janv. 2011) :
- Carnimonas
- Chromohalobacter
- Cobetia
- Halomonas
- Halotalea
- Halovibrio
- Kushneria
- Modicisalibacter
- Salicola
- Salinicola
- Zymobacter

Selon World Register of Marine Species (9 janv. 2011) :
- genre Halomonas